# Aldo Loris Rossi

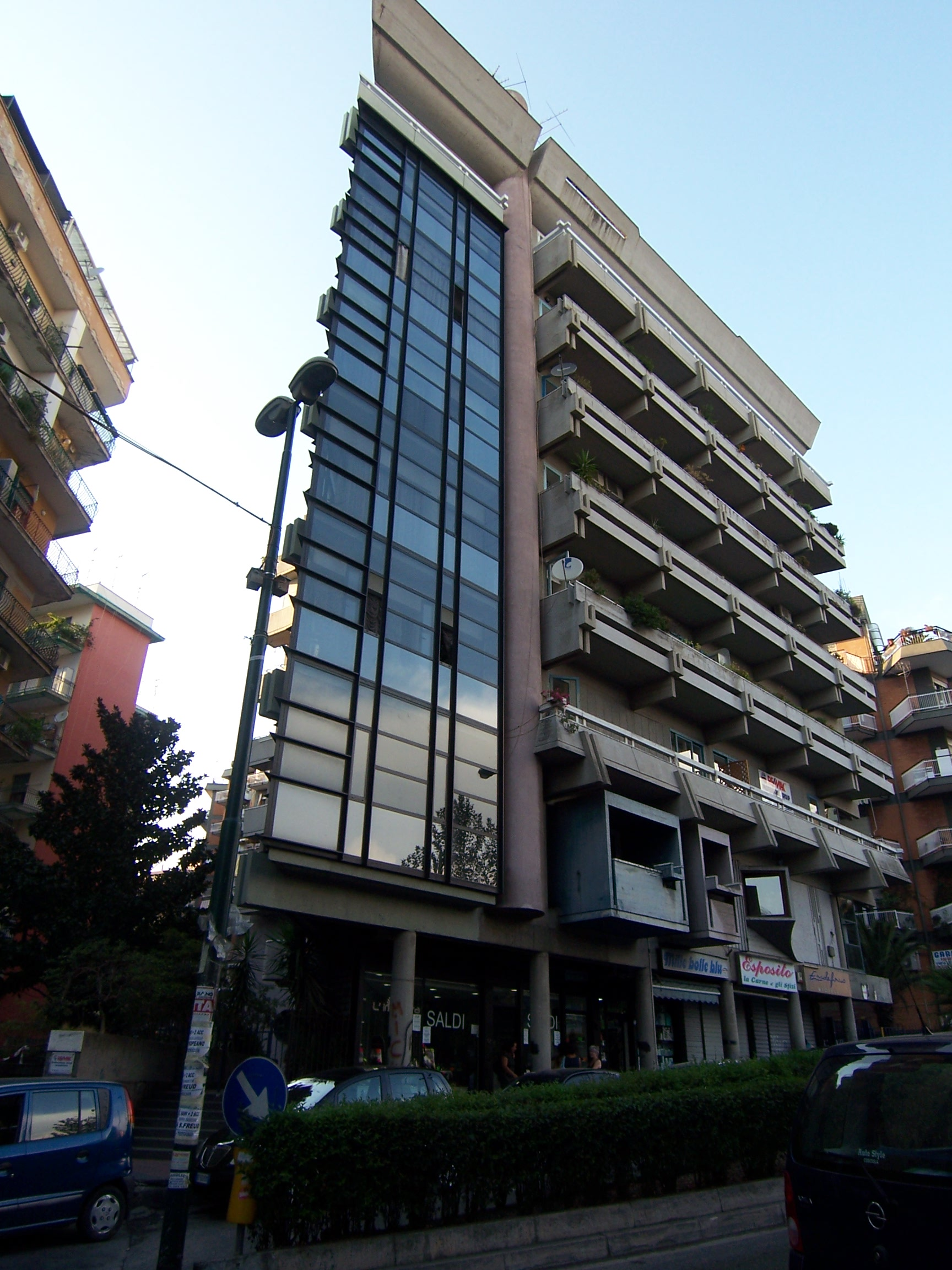
Residenz Rione Alto, Via San Giacomo dei Capri, Neapel

Aldo Loris Rossi (* 11. Mai 1933 in Bisaccia, Italien; † 28. Juni 2018 in Neapel, Italien) war ein italienischer Architekt, avantgardistischer Architekturtheoretiker und Hochschullehrer.

## Leben und Werk
Aldo Loris Rossi studierte in Neapel, ist als Architekt aber im Wesentlichen ein Autodidakt. Er beschäftigte sich mit Fotografie und dem Studium der Meister der Moderne. Er wurde später Professor an der Fakultät für Architektur an der Universität Neapel Federico II.
Rossi war ein Schüler und Freund von Bruno Zevi und Luigi Piccinato, den Architekten und Stadtplanern, die die organische Architektur in Italien und den Verband APAO – Vereinigung für Organische Architektur (gegründet im Jahre 1945) vertraten. Er war auch ein Schüler von Giovanni Michelucci.
Während seiner Zeit als Student zwischen 1950 und 1960, hatte er viele Kontakte zu Künstlern und Schriftstellern und war an der Gründung einer neuen politischen und intellektuellen Opposition beteiligt und unterhielt Beziehungen zu den kulturellen Gruppen der damaligen Avantgarde.
Aldo Loris Rossi entwarf ab 1960 zusammen mit der italienischen Architektin Donatella Mazzoleni die Planung der utopischen Vertikalen Stadt. Dieses Stadtmodell beruhte auf der Überlegung, dass die Stadt völlig aus der Fläche verschwindet und sich nur noch auf wenige, riesige Hochhäuser konzentriert, die selbst Städte mit allen Funktionen wie Produktion, Verteilung, Verkehr, Konsumption und den entsprechenden Strukturen bilden. Im Jahr 1972 war er, zusammen mit Mazzoleni, mit einem Modell und Zeichnungen für die Vertikale Stadt Teilnehmer der Documenta 5 in Kassel in der Abteilung Parallele Bildwelten: Utopie und Planung. Um 1985 entwarf er surrealistisch anmutende Büro- und Verwaltungsgebäude in Perugia.
Aldo Loris Rossi vertrat eine anti-klassische Architektur, deren Bezugspunkte waren: die Komplexität, die Unordnung, Asymmetrie, unregelmäßige Geometrie und informelle Irrationalität, die einhergeht mit der absoluten Freiheit des Künstlers und der formalen experimentellen Vielfalt. Die architektonische Sprache von Aldo Loris Rossi verband organische Morphologie, mega-strukturelle und utopische Entwürfe mit expressionistischen, futuristischen und konstruktivistischen Elementen. Neben seinen Entwürfen betrieb er Forschungen über den sozialen Raum und das menschliche Verhalten.

## Bauwerke und Projekte (Auswahl)
- 1960: Progetto di Unità Urbana a sviluppo verticale – Planung der utopischen Vertikalen Stadt
- 1960: Edificio Residenziale, Via San Giacomo dei Capri, Neapel
- 1966: Wohnhaus in St. Giacomo dei Capri, Neapel
- 1966: Complesso Parrocchiale (Pfarrei) di S. James Capri in Neapel
- 1966: Complesso Parrocchiale (Pfarrei) St. Maria della Libera in Portici, Neapel
- 1968–1980: Casa del Portuale, Haus der Hafenarbeiter am Hafen von Neapel
- 1986–1991: Wohn- und Geschäftshaus in La Villette, Paris
- 1975: l'ipotesi del Materiale Abitabile Città-Struttura – Die Hypothese des bewohnbaren Materials Stadt-Struktur, ein Modell der vertikalen Siedlungsentwicklung für 250.000 Einwohner
- 1985–1989: Complesso residenziale, Piazza Grande, Neapel
- 1981–1989: Piano urbanistico ed edifici a Bisaccia, Avellino
- 2006: Stazione di Moregine della Ferrovia Circumvesuviana in Castellammare di Stabia